# پتروویتشکی (ناحیه ییچین)
پتروویتشکی (به چکی: Petrovičky) یک منطقهٔ مسکونی در جمهوری چک است که در شهرستان ییچین واقع شده‌است.